# Nevadoes de Payachata
A Nevadoes de Payachata egy észak-dél irányú vulkáni komplexum az Andokban, Bolívia és Chile határán. Két hegycsúcs alkotja, a Pomerape (6222 m) északon és a Parinacota (6348 m) délen. A Parinacota már kialudt, az utóbbi 2000 évben tört ki, a Pomerape pleisztocén korú. A csoport Bolíviában a Sajama Nemzeti Parkhoz, Chilében a Lauca Nemzeti Parkhoz tartozik.

## Források

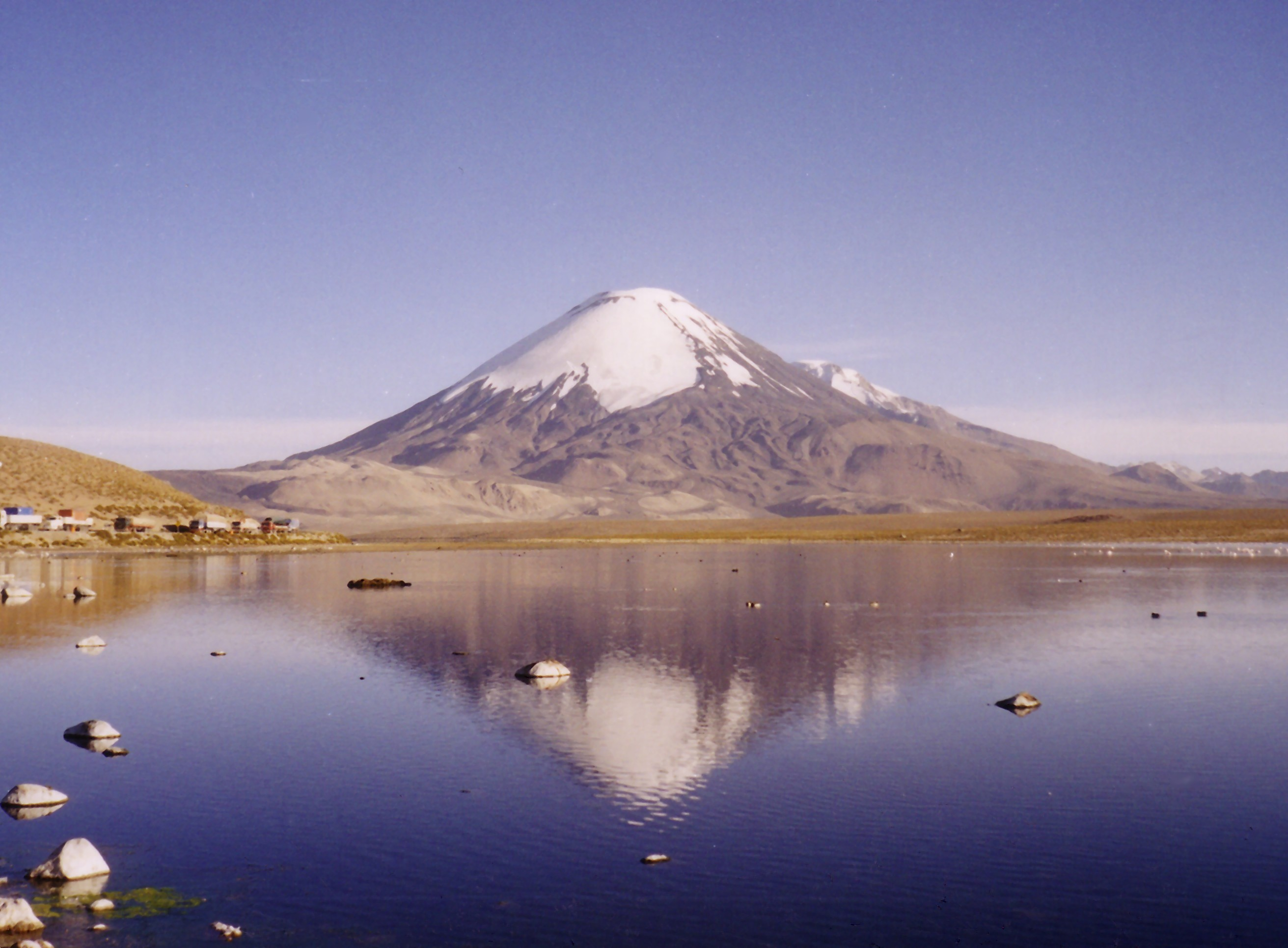
A Parinacota és a Chungará-tó